# Mammicoccus
Mammicoccus är ett släkte av insekter. Mammicoccus ingår i familjen ullsköldlöss.
Kladogram enligt Catalogue of Life:
| Mammicoccus | \| \| Mammicoccus balachowskyi \| \| \| \| \| \| Mammicoccus murilloi \| \| \| \| |
|             | \| \| Mammicoccus balachowskyi \| \| \| \| \| \| Mammicoccus murilloi \| \| \| \| |
|             | Mammicoccus balachowskyi                                                          |
|             |                                                                                   |
|             | Mammicoccus murilloi                                                              |
|             |                                                                                   |